# Sant'Antonio da Padova col Bambino (Murillo 1668-1669)
Sant'Antonio col Bambino è un dipinto del pittore spagnolo Bartolomé Esteban Murillo realizzato circa nel 1668-1669 e conservato nel Museo di belle arti di Siviglia in Spagna.

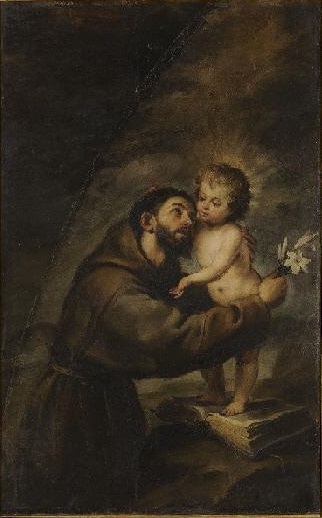
Altro Sant'Antonio col Bambino, 1665 - 1666, Murillo, Museo di belle arti di Siviglia